# Whitson (udde)
Whitson är en udde i Antarktis. Den ligger i Sydorkneyöarna. Argentina och Storbritannien gör anspråk på området.
Terrängen inåt land är kuperad åt nordväst. Havet är nära Whitson åt sydost. Trakten är obefolkad. Det finns inga samhällen i närheten. 